# Peter Sellin

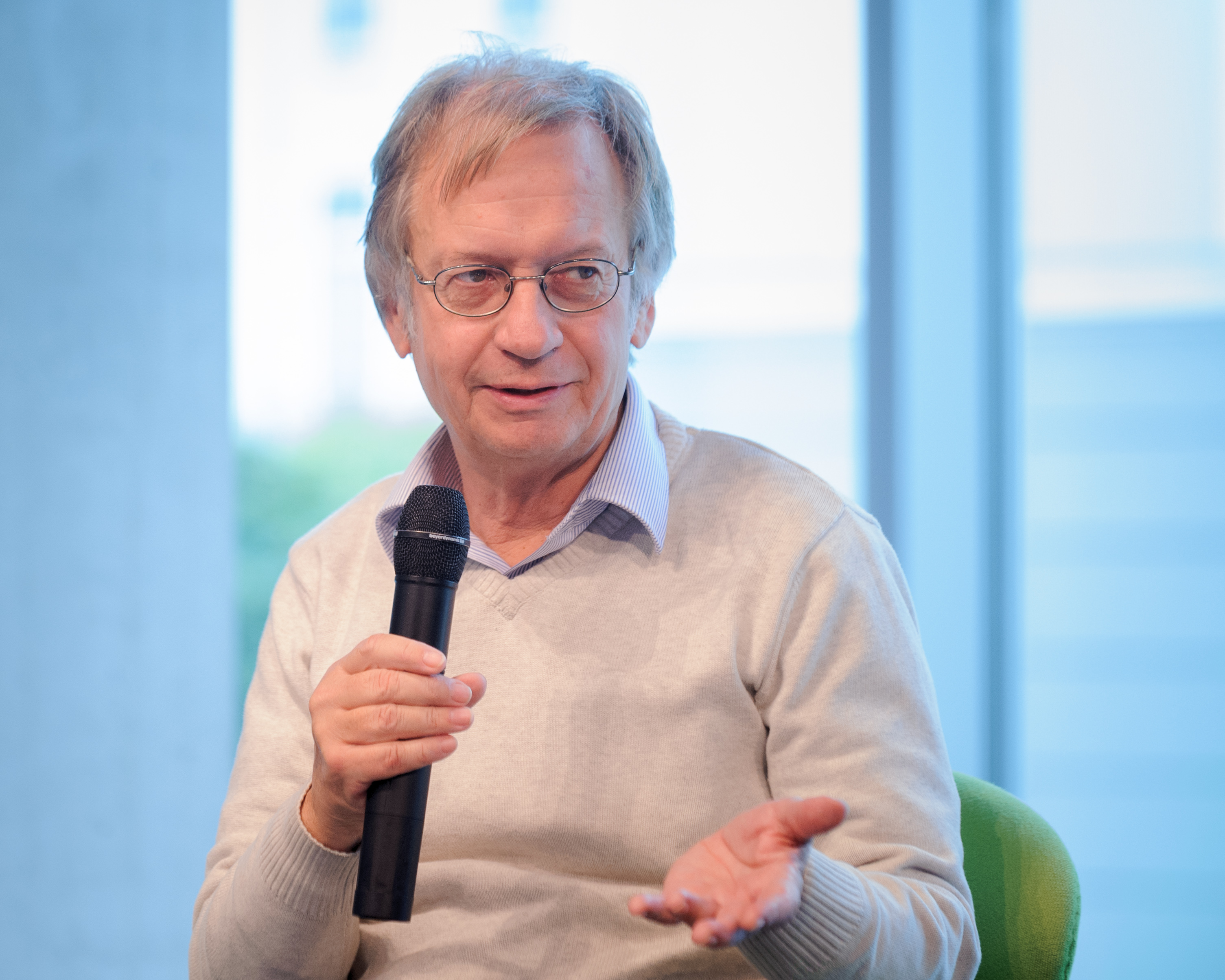
Peter Sellin, 2012

Peter Sellin (* 6. Mai 1949 in Marl) ist ein deutscher Politiker. Er war vom 18. Februar 1987 bis zu seiner Mandatsniederlegung am 20. Februar 1989 Berliner Mitglied des Deutschen Bundestages. Er wurde vom Berliner Abgeordnetenhaus in den Bundestag entsandt und gehörte dort der Fraktion der Grünen an. 

## Leben
Sellin besuchte nach der Hauptschule die Handelsschule und absolvierte eine Lehre zum Bankkaufmann. Er studierte anschließend Betriebswirtschaftslehre und Volkswirtschaftslehre. Nach dem Abschluss als Diplomvolkswirt studierte er noch Wirtschaftspädagogik und schloss dieses als Diplomhandelslehrer ab. Er legte das Zweite Staatsexamen ab und wurde an einem kaufmännischen Oberstufenzentrum Berufsschullehrer. Er unterrichtete dort die Fächer Wirtschaft und Sozialkunde. Später war er noch Mitarbeiter im Büro der Bundestagsabgeordneten Christine Scheel. Sellin war Mitglied der Gewerkschaft Erziehung und Wissenschaft.

## Politik
Sellin war 1978 Gründungsmitglied der Berliner Alternativen Liste, die 1980 als Alternative Liste für Demokratie und Umweltschutz Landesverband der Grünen wurde. Im Jahr 1981 zog Sellin für diese Partei in das Abgeordnetenhaus von Berlin ein, dem er bis 1983 angehörte. Bei der Bundestagswahl 1987 wurde er vom Berliner Abgeordnetenhaus in den Bundestag entsandt, aus dem er am 20. Februar 1989 vereinbarungsgemäß ausschied, um German Meneses Vogl in den Bundestag einziehen zu lassen. Er war ordentliches Mitglied des Ausschusses für Wirtschaft und stellvertretendes Mitglied des Finanzausschusses und des Ausschusses für innerdeutsche Beziehungen.